# Corispermum redowskii
Corispermum redowskii là loài thực vật có hoa thuộc họ Dền. Loài này được Fisch. mô tả khoa học đầu tiên năm 1808.